# Самсон, Пол
Пол Самсон (4 июня 1953, Лондон — 9 августа 2002, Лондон) — британский музыкант, гитарист, один из значимых представителей новой волны британского хеви-метала.
В 1978 году Пол Самсон (Самсон — псевдоним, при рождении Пол имел созвучную фамилию — Сансон (Sanson)), после периода выступлений в нескольких неизвестных группах, сформировал свою собственную группу — Samson, состоявшую из Криса Эйлмера на бас-гитаре и Клайва Берра на барабане. Берр вскоре ушёл (в конечном счёте он присоединился к Iron Maiden, и был заменен Барри Грэмом, который был известен тем, что носил на сцене кожаную маску рестлера. В 1979 году группа была расширена до четырёх человек, в состав попал вокалист Брюс Дикинсон, тогда известный как Брюс Брюс.
Группа стала культом новой волны британского хэви-метала, выпустив три альбома — Survivors, Head On и Shock Tactics, но в 1981 году Грэм и Дикинсон ушли, последний, чтобы присоединиться к Iron Maiden.
Никки Мур был принят на работу, как замена Дикинсону, а Мэл Гейнор принял место ударника, и в таком составе группа записала альбомы Before the Storm и Don’t Get Mad Get Even. Эти два альбома были проданы в больших количествах, чем первые три, музыканты стали ещё более известными и совершили поездки по большему количеству стран и играли ещё перед большим количеством фанов, чем состав с Дикинсоном и Грэмом. Несмотря на это, группа распалась уже в 1984 году.
Самсон провёл последующие годы на многих соло и коллективных работах, включая различные проекты с названием Samson, он также работал продюсером и даже в течение одного года выступал в Чикаго в качестве блюз-музыканта.
В 2002 году, в возрасте 49 лет умер от рака.